# Bibliothèque Hafiz-Ahmed-Agha
 (septembre 2024).
Si vous disposez d'ouvrages ou d'articles de référence ou si vous connaissez des sites web de qualité traitant du thème abordé ici, merci de compléter l'article en donnant les références utiles à sa vérifiabilité et en les liant à la section « Notes et références ».
La bibliothèque Hafiz-Ahmed-Aga est un édifice historique ottoman situé dans la ville médiévale de Rhodes, en Grèce, un site classé au patrimoine mondial de l'UNESCO. La bibliothèque a été fondée par Hafiz Ahmed Aga en 1793.

## Histoire
Hafiz Ahmed Aga est né au milieu du XVIIIe siècle dans le village d'Asgourou (turc : Uzgur Köyü), à 3 km au sud du centre actuel de Rhodes, dans une riche famille ottomane. Il fit ses études à la cour impériale et devint plus tard le principal pourvoyeur du sultan. En 1789, il se retira, mais fut rappelé et devint membre des délégations régulières qui voyageaient à La Mecque avec les cadeaux annuels du sultan au chérif de La Mecque. Il mourut au cours d'un de ces voyages entre 1800 et 1802.
Il a fondé cette bibliothèque pour le public instruit de sa ville natale avec 1 995 manuscrits islamiques en 1793. L'institution est devenue un centre d'apprentissage. Hafiz Ahmed Aga payait aussi les bibliothécaires pour qu'ils enseignent la langue arabe nécessaire à la lecture des textes.
La bibliothèque possède actuellement 1 256 manuscrits. Les pièces les plus précieuses comprennent un Coran de 1540, l'histoire du siège turc de Rhodes en 1522 et des manuscrits contenant des miniatures persanes. Des cartes anciennes et des gravures de la ville couvrent les murs.

## Galerie

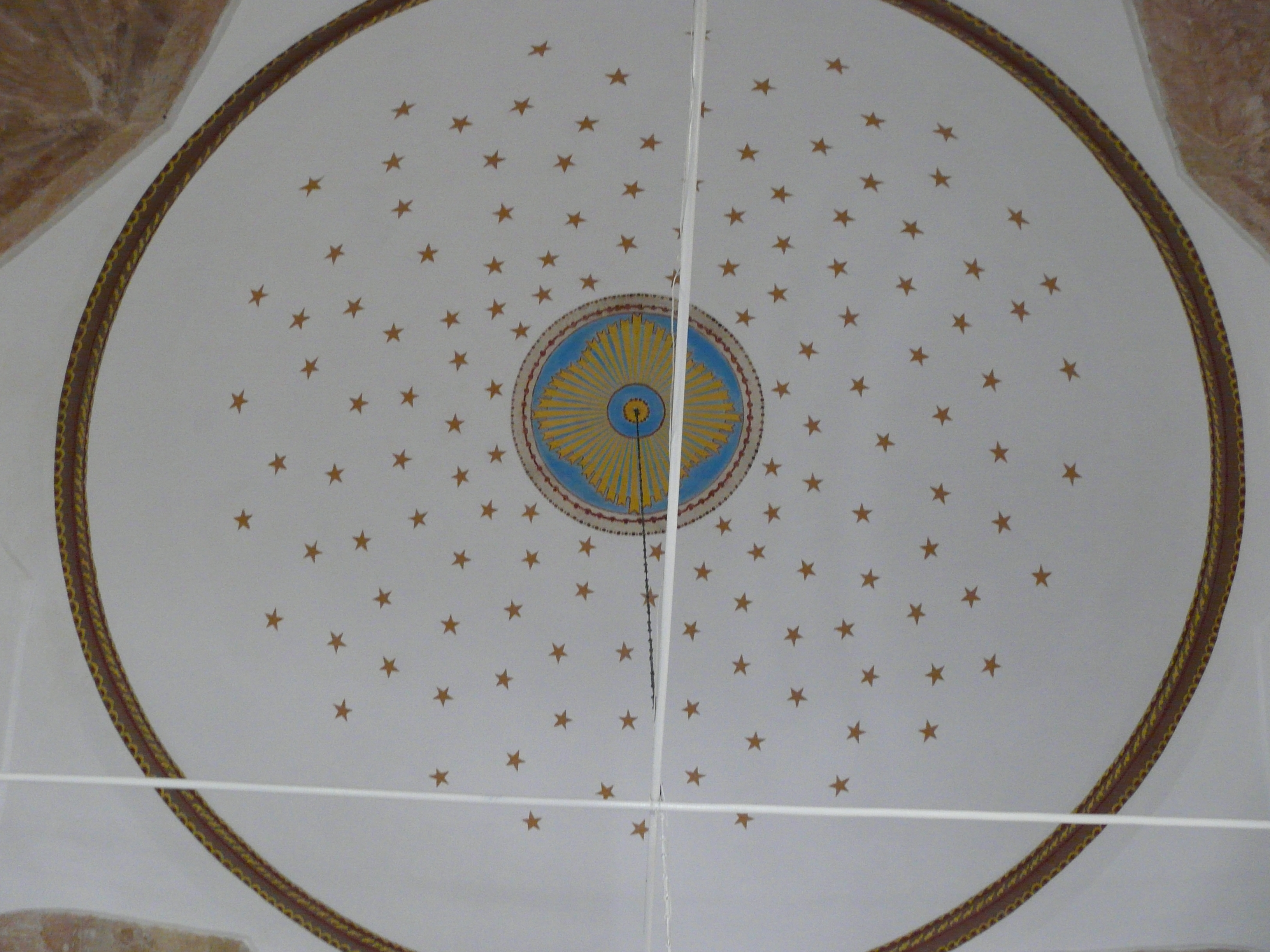
Le plafond
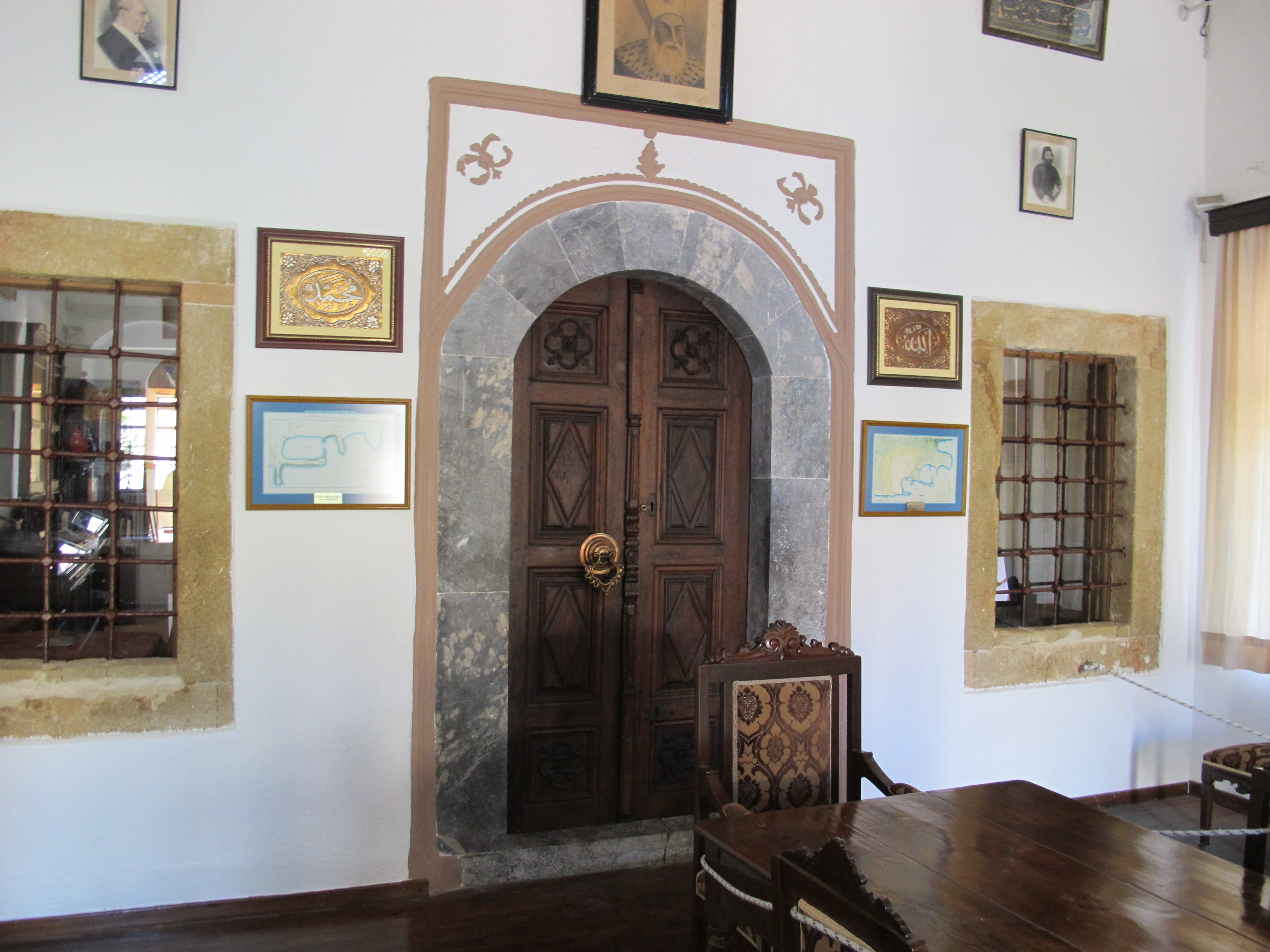
Vue intérieure
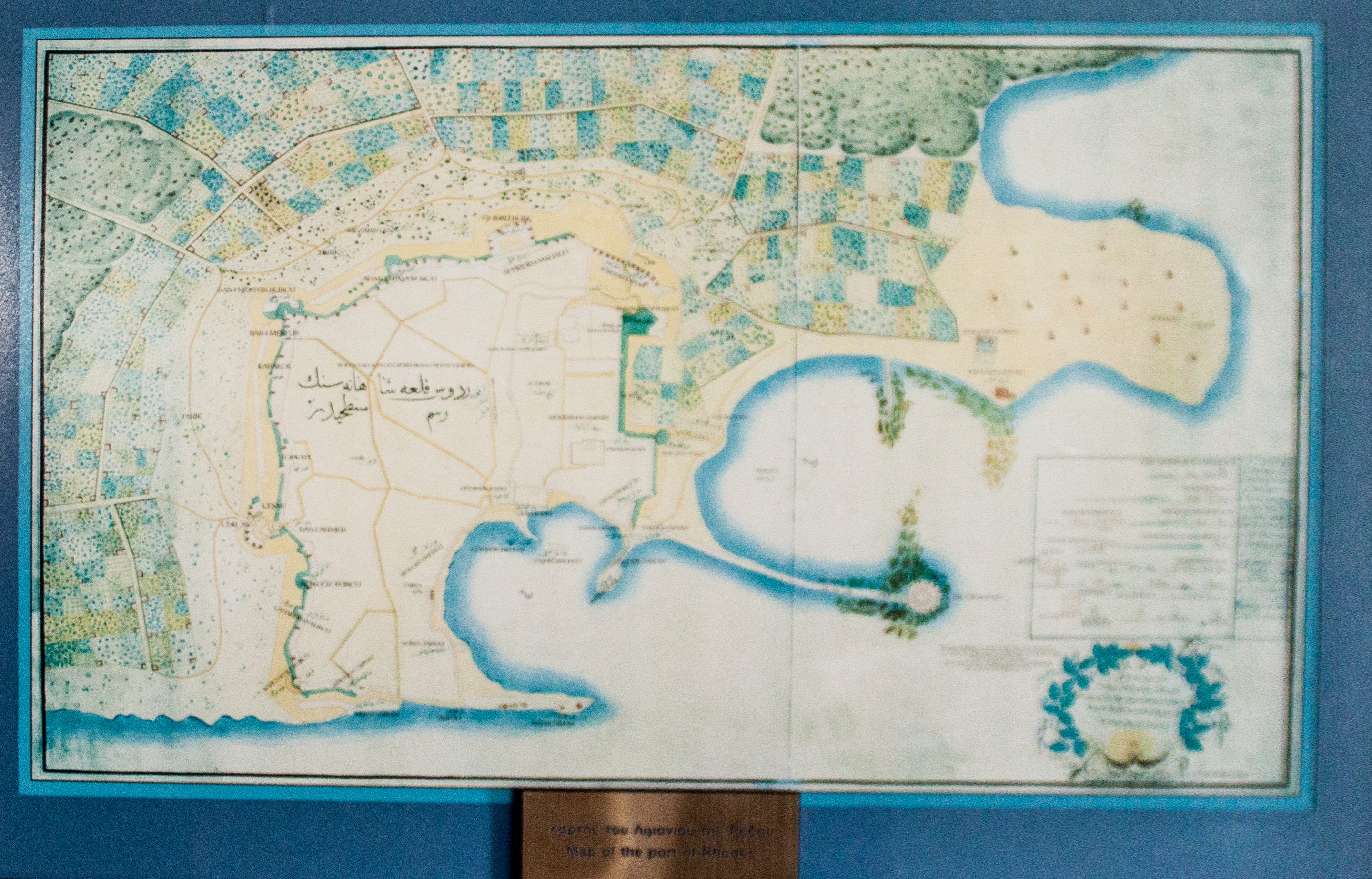
Carte ancienne du port de Rhodes de la collection
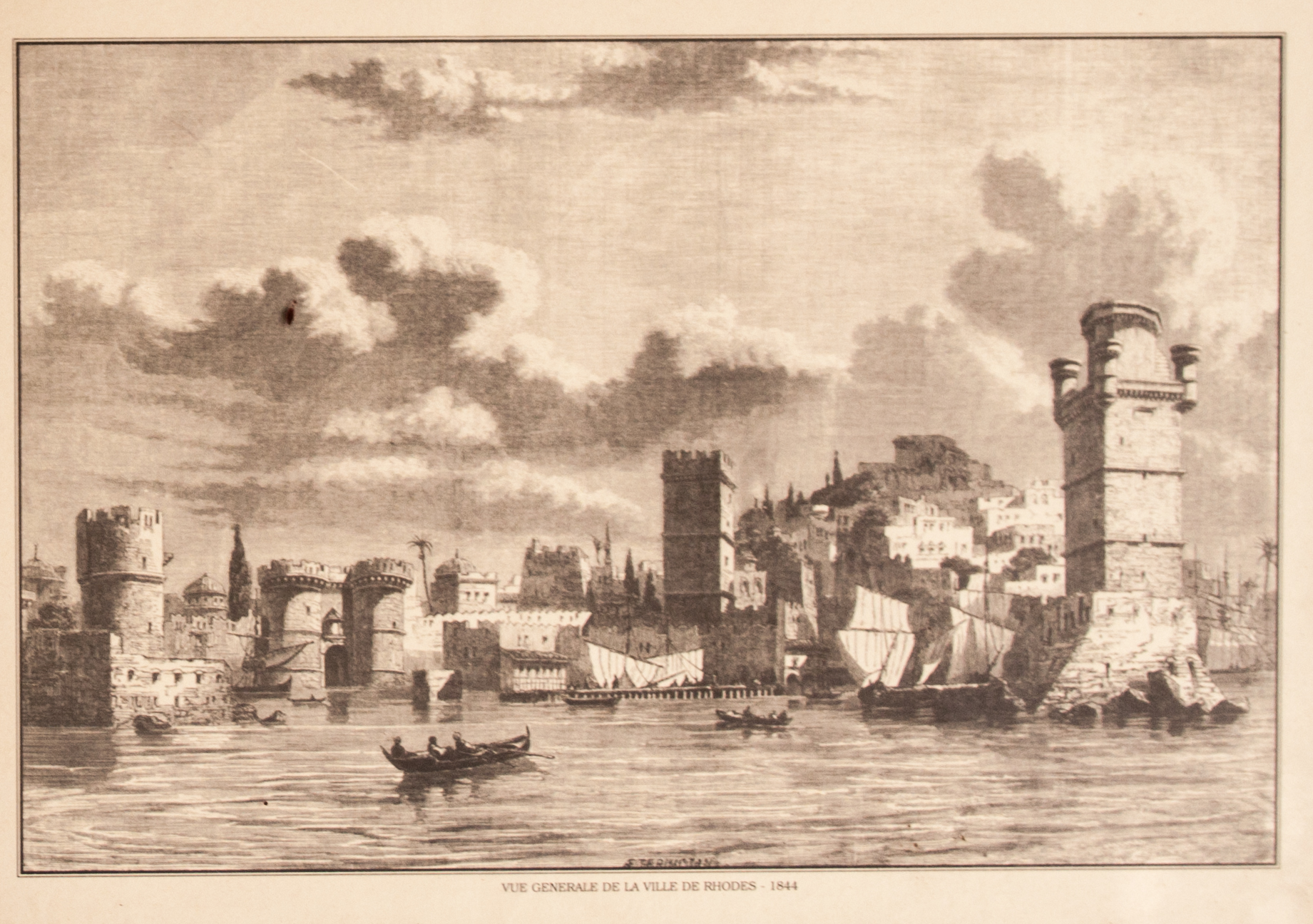
Vue de la ville de Rhodes, 1844
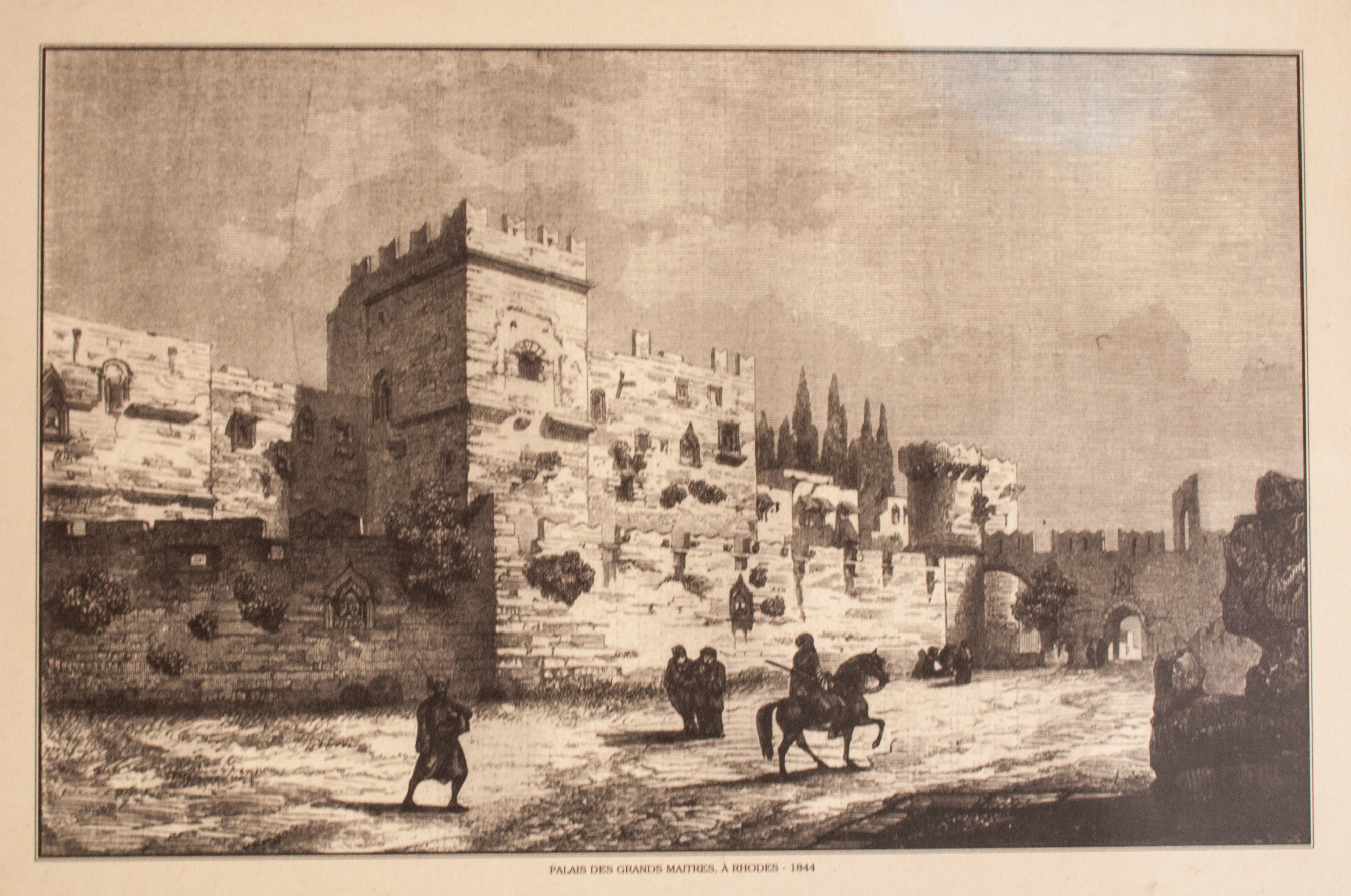
Le Palais, 1844

## Liens
- Notices d'autorité :   - VIAF
  - BnF (données)
  - LCCN
  - WorldCat
- Site Internet de la bibliothèque Hafiz Ahmed Agha

## Source de traduction
- (de) Cet article est partiellement ou en totalité issu de l’article de Wikipédia en allemand intitulé « Hafiz-Ahmed-Agha-Bibliothek » (voir la liste des auteurs).